# كأس فرنسا 1990–91
كأس فرنسا 1990–91 (بالفرنسية: Coupe de France de football 1990-1991)‏ هو الموسم 74 من كأس فرنسا. أشرف على تنظيمه اتحاد فرنسا لكرة القدم، وفاز فيه نادي موناكو.